# Saint-Émiland
Saint-Émiland é uma comuna francesa na região administrativa de Borgonha-Franco-Condado, no departamento Saône-et-Loire. Estende-se por uma área de 23 km². Em 2010 a comuna tinha 336 habitantes (densidade: 14,6 hab./km²).